# 고척고등학교
고척고등학교(高尺高等學校)는 대한민국 서울특별시 구로구 고척동에 있는 공립 고등학교이다.

## 학교 연혁
- 1985년 3월 1일 : 변탁연 초대 교장 취임
- 1985년 3월 4일 : 제1학년 704명 (남 236명, 여 468명) 입학
- 1985년 4월 10일 : 고척고등학교 신축공사 준공
- 1985년 5월 10일 : 개교식
- 2016년 3월 1일 : 자율형 공립고 재지정
- 2018년 3월 1일 : 정용호 제12대 교장 취임
- 2023년 1월 5일 : 제36회 졸업식 (251명 졸업)
- 2023년 3월 2일 : 제1학년 280명 입학 (남 125명, 여 155명)

## 참고 자료
- 고척고등학교 - 한국교육학술정보원 학교알리미